# Ай-Кол
Ай-Кол (кирг. Ай-Көл) — село в Лейлекском районе Баткенской области Кыргызстана. Входит в состав Тогуз-Булакского айылного аймака.

## География
Село расположено в западной части области, на расстоянии приблизительно 6 километров (по прямой) к юго-востоку от города Раззакова, административного центра района. Абсолютная высота — 1771 метр над уровнем моря.

## Население
Согласно оценочным данным Национального статистического комитета Кыргызской Республики, численность населения села на начало 2023 года составляла 1305 человек.
| год     | 2009 | 2014 | 2015 | 2020 | 2021 | 2023 |
| ------- | ---- | ---- | ---- | ---- | ---- | ---- |
| человек | 943  | 1049 | 1029 | 1198 | 1224 | 1305 |